# Kabinett Truman

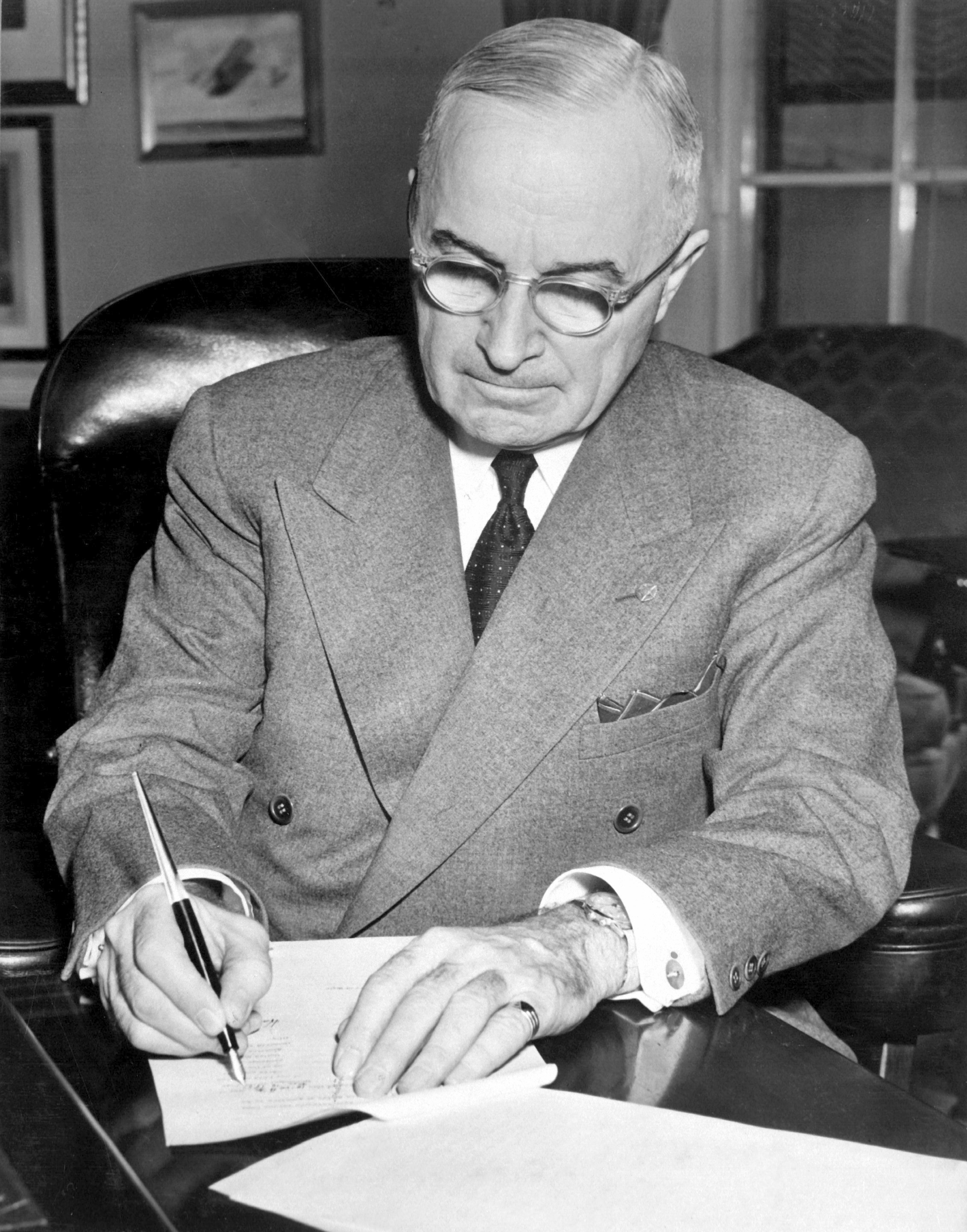
Harry S. Truman, 33. Präsident der Vereinigten Staaten

Harry S. Truman übernahm am 12. April 1945 das Amt des Präsidenten der Vereinigten Staaten – als Nachfolger des verstorbenen Franklin D. Roosevelt. Erst knapp drei Monate zuvor war Truman dessen Vizepräsident geworden. 

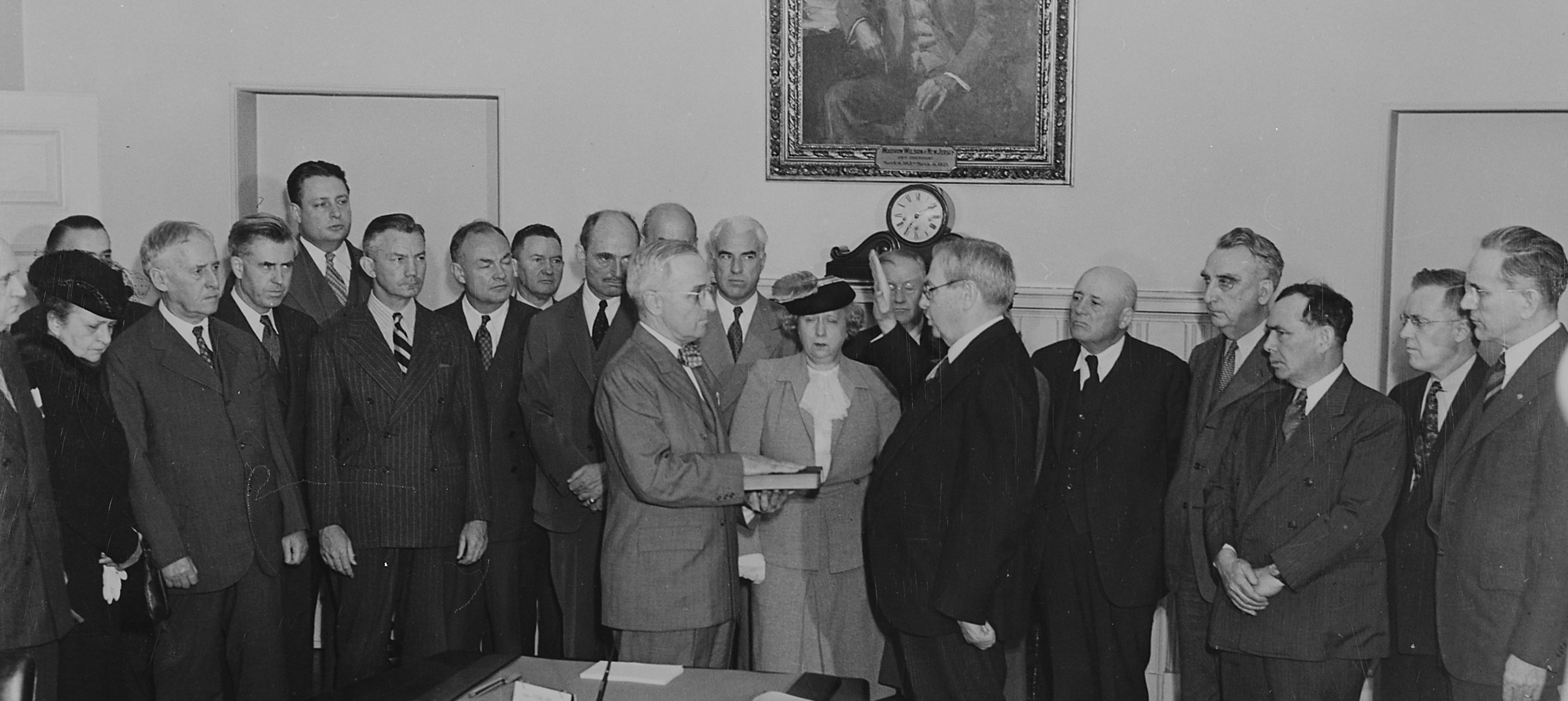
Harry Truman legt in Anwesenheit des Kabinetts seinen Amtseid ab (April 1945)

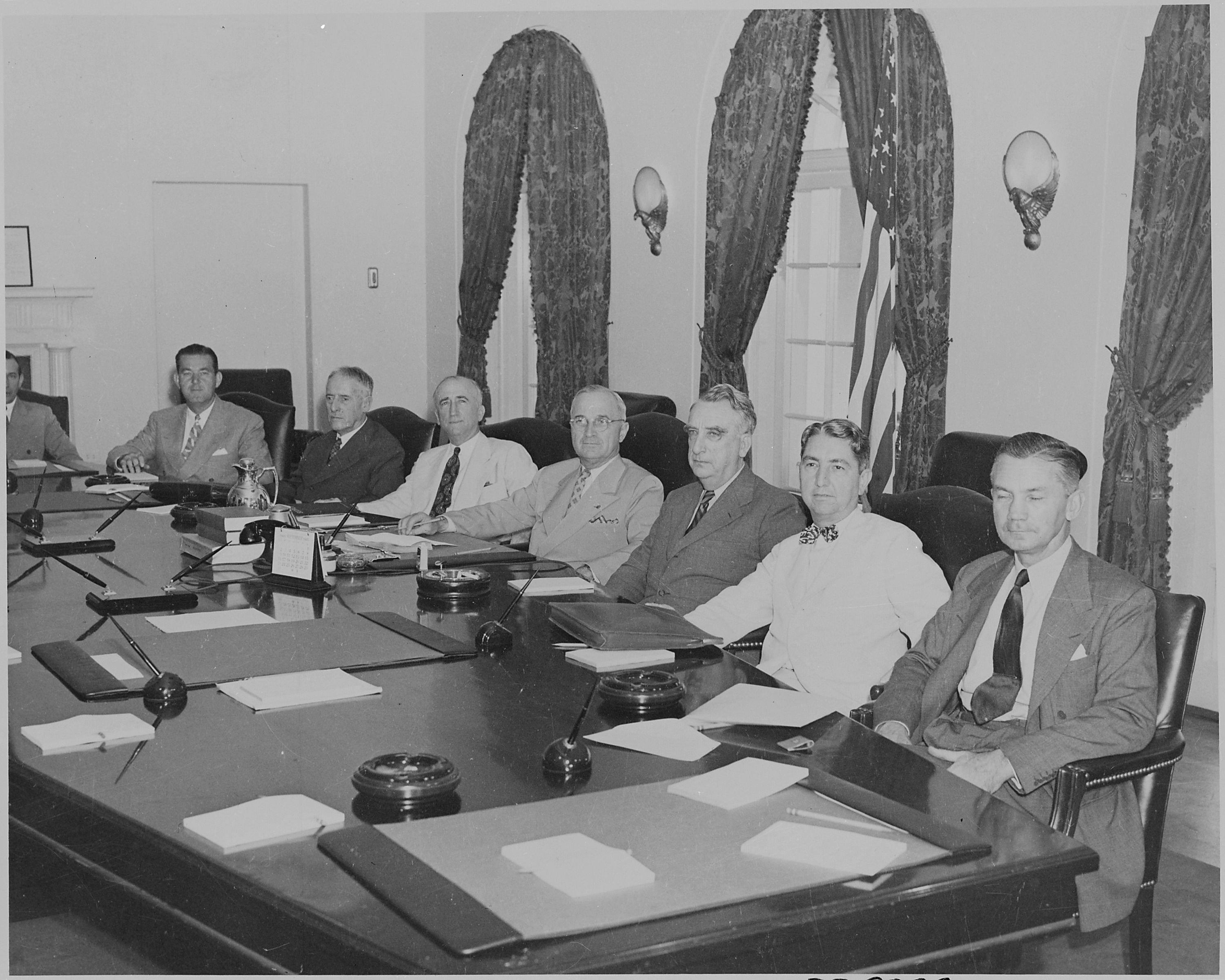
Präsident Truman und ein Teil des Kabinetts während seiner Sitzung im August 1945

Entgegen zahlreichen Prognosen behielt der Demokrat sein Amt auch nach der Präsidentschaftswahl 1948.
Während Harry Trumans Präsidentschaft wurde das Marineministerium in eine Unterbehörde des neu geschaffenen Verteidigungsministeriums umgewandelt; diesen Status erhielt auch das Heeresamt als Nachfolgebehörde des Kriegsministeriums. Nur der Verteidigungsminister besaß fortan noch Kabinettsrang.
Der Großteil der von Präsident Roosevelt übernommenen Minister war bereits im Jahr 1946 nicht mehr im Amt. Lediglich James V. Forrestal, seit 1944 Marineminister, wurde bei der Kabinettsumbildung nicht berücksichtigt. Er übernahm dann auch den neu geschaffenen Posten des Verteidigungsministers.

## Mehrheit im Kongress
| Präsident                         | Präsident           | Kongress | Haus    | Haus    | Senat | Senat | Gesamt             | Gesamt             |
| --------------------------------- | ------------------- | -------- | ------- | ------- | ----- | ----- | ------------------ | ------------------ |
|                                   | Harry S. Truman (D) | 79.      |         | 244/435 |       | 57/96 |                    | Unified government |
| 80.                               | Harry S. Truman (D) |          | 188/435 |         | 45/96 |       | Divided government |                    |
| 81.                               | Harry S. Truman (D) |          | 263/435 |         | 54/96 |       | Unified government |                    |
| 82.                               | Harry S. Truman (D) | 235/435  | 52/96   |         |       |       | Unified government |                    |
| Quelle: Repräsentantenhaus, Senat |                     |          |         |         |       |       |                    |                    |

## Das Kabinett
| Ressort / Amt                                   | Amtsinhaber                | Partei | Partei           | Zeitraum  | Bild |
| ----------------------------------------------- | -------------------------- | ------ | ---------------- | --------- | ---- |
| Präsident der Vereinigten Staaten               | Harry S. Truman            |        | Demokrat (D)     | 1945–1953 |      |
| Vizepräsident der Vereinigten Staaten           | vakant                     |        |                  | 1945–1949 |      |
| Vizepräsident der Vereinigten Staaten           | Alben William Barkley      |        | D                | 1949–1953 |      |
| Ministerämter                                   |                            |        |                  |           |      |
| Außenminister der Vereinigten Staaten           | Edward Reilly Stettinius   |        | D                | 1945      |      |
| Außenminister der Vereinigten Staaten           | James Francis Byrnes       |        | D                | 1945–1947 |      |
| Außenminister der Vereinigten Staaten           | George Catlett Marshall    |        | Parteilos        | 1947–1949 |      |
| Außenminister der Vereinigten Staaten           | Dean Gooderham Acheson     |        | D                | 1949–1953 |      |
| Finanzminister der Vereinigten Staaten          | Henry Morgenthau           |        | D                | 1945      |      |
| Finanzminister der Vereinigten Staaten          | Frederick Moore Vinson     |        | D                | 1945–1946 |      |
| Finanzminister der Vereinigten Staaten          | John Wesley Snyder         |        | D                | 1946–1953 |      |
| Kriegsminister der Vereinigten Staaten          | Henry Lewis Stimson        |        | Republikaner (R) | 1945      |      |
| Kriegsminister der Vereinigten Staaten          | Robert Porter Patterson    |        | R                | 1945–1947 |      |
| Kriegsminister der Vereinigten Staaten          | Kenneth Claiborne Royall   |        | D                | 1947      |      |
| Marineminister der Vereinigten Staaten          | James Vincent Forrestal    |        | D                | 1945–1947 |      |
| Verteidigungsminister der Vereinigten Staaten   | James Vincent Forrestal    |        | D                | 1947–1949 |      |
| Verteidigungsminister der Vereinigten Staaten   | Louis Arthur Johnson       |        | D                | 1949–1950 |      |
| Verteidigungsminister der Vereinigten Staaten   | George Catlett Marshall    |        | Parteilos        | 1950–1951 |      |
| Verteidigungsminister der Vereinigten Staaten   | Robert Abercrombie Lovett  |        | R                | 1951–1953 |      |
| Justizminister der Vereinigten Staaten          | Francis Beverley Biddle    |        | D                | 1945      |      |
| Justizminister der Vereinigten Staaten          | Tom Campbell Clark         |        | D                | 1945–1949 |      |
| Justizminister der Vereinigten Staaten          | James Howard McGrath       |        | D                | 1949–1952 |      |
| Justizminister der Vereinigten Staaten          | James Patrick McGranery    |        | D                | 1952–1953 |      |
| Postminister der Vereinigten Staaten            | Frank Comerford Walker     |        | D                | 1945      |      |
| Postminister der Vereinigten Staaten            | Robert Emmet Hannegan      |        | D                | 1945–1947 |      |
| Postminister der Vereinigten Staaten            | Jesse Monroe Donaldson     |        | D                | 1947–1953 |      |
| Innenminister der Vereinigten Staaten           | Harold LeClair Ickes       |        | D                | 1945–1946 |      |
| Innenminister der Vereinigten Staaten           | Julius Albert Krug         |        | D                | 1946–1949 |      |
| Innenminister der Vereinigten Staaten           | Oscar Littleton Chapman    |        | D                | 1949–1953 |      |
| Landwirtschaftsminister der Vereinigten Staaten | Claude Raymond Wickard     |        | D                | 1945      |      |
| Landwirtschaftsminister der Vereinigten Staaten | Clinton Presba Anderson    |        | D                | 1945–1948 |      |
| Landwirtschaftsminister der Vereinigten Staaten | Charles Franklin Brannan   |        | D                | 1948–1953 |      |
| Handelsminister der Vereinigten Staaten         | Henry Agard Wallace        |        | D                | 1945–1946 |      |
| Handelsminister der Vereinigten Staaten         | William Averell Harriman   |        | D                | 1946–1948 |      |
| Handelsminister der Vereinigten Staaten         | Charles W. Sawyer          |        | D                | 1948–1953 |      |
| Arbeitsminister der Vereinigten Staaten         | Frances Coralie Perkins    |        | D                | 1945      |      |
| Arbeitsminister der Vereinigten Staaten         | Lewis Baxter Schwellenbach |        | D                | 1945–1948 |      |
| Arbeitsminister der Vereinigten Staaten         | Maurice Joseph Tobin       |        | D                | 1948–1953 |      |
| Andere Mitglieder im Kabinettsrang              |                            |        |                  |           |      |
| Stabschef des Weißen Hauses                     | John Roy Steelman          |        | D                | 1946–1953 |      |
| Direktor des Bureau of the Budget               | Harold E. Smith            |        | D                | 1945–1946 |      |
| Direktor des Bureau of the Budget               | James Edwin Webb           |        | D                | 1946–1949 |      |
| Direktor des Bureau of the Budget               | Frank Pace                 |        | D                | 1949–1950 |      |
| Direktor des Bureau of the Budget               | Frederick Lawton           |        | D                | 1950–1953 |      |